# Copak můžu svojí milý mámě říct
Copak můžu svojí milý mámě říct (2016) je album skupiny Květy, na kterém je 8 coververzí Psích vojáků s texty Filipa Topola. Album vyšlo v limitované edici 100 kusů na LP u příležitosti výročí deseti let vydavatelství Polí5. Obal alba vytvořili Martin Kyšperský a Pavla Kačírková.

## Seznam písní
A
1. Jen tak se projdi po městě – 2:52
2. Psycho killer – 3:54
3. Žiletky – 2:42
4. Pojď do průjezdu – 4:30
5. Russian mystic pop op. IV. – 3:58
6. I'm lucky – 2:09

B
1. Tak akorát dlouhá (Sen v realitě) – 16:39
2. Černý sedlo – 3:34

## Obsazení
- Květy
  - Martin Evžen Kyšperský – zpěv, kytara, basa, klávesy, harmonium, piano, balalajka, elektronika, zvuky
  - Aleš Pilgr – bicí, perkuse, elektronika, klávesy, foukací harmonika, smyčky, el-ton, zpěv
  - Ondřej Čech – basa
  - Albert Novák – housle
- hosté
  - Tereza Bendová – saxofon a zpěv
  - Jana Pilgrová, Petr Hegyi, Anna Sypěnová – zpěv
  - Nikola Muchová a Ondřej Kyas – zpěv a mandolína v autě (6)